# Ненсі Шебот
Ненсі Шебот (нар. 1972) — планетолог у Лабораторії прикладної фізики Університету Джона Гопкінса.

## Кар'єра
Ненсі Шабот отримала ступінь бакалавра з фізики в Університеті Райса в 1994 році. Отримавши ступінь доктора філософії з планетології в Університеті Аризони в 1999 році Шабот працювала в Космічному центрі імені Ліндона Джонсона в Х'юстоні, потім в Західному резервному університеті Кейса у Клівленді. У 2005 році вона приєдналася до Лабораторії прикладної фізики Університету Джона Гопкінса.
Вона була членом п'яти польових команд, які подорожували до Антарктиди за програмою пошуку метеоритів ANSMET для збору. У 2001 році Шабот була нагороджена Медаллю Сполучених Штатів за службу в Антарктиці.
Під час місії НАСА MESSENGER вона працювала спеціалістом із приладів для системи обробки зображень Меркурія і головою групи геології, а також керівником досліджень полярних кратерів Меркурія на основі зображень, отриманих після першого прольоту MESSENGER повз Меркурій у січні 2008 року.
Потім вона була заступником головного спеціаліста з інструменту дослідження Марса і Місяця за допомогою гамма-променів і нейтронів (Mars-moon Exploration with GAmma rays and NEutrons, MEGANE) у місії JAXA Martian Moons eXploration (MMX).
Вона також була координаційним керівником космічної місії DART до астероїда Дідим.
На її честь названо астероїд 6899 Нансішебот.